# Echinopsis ferox
Echinopsis ferox là một loài thực vật có hoa trong họ Cactaceae. Loài này được (Britton & Rose) Backeb. mô tả khoa học đầu tiên năm 1934.

## Hình ảnh

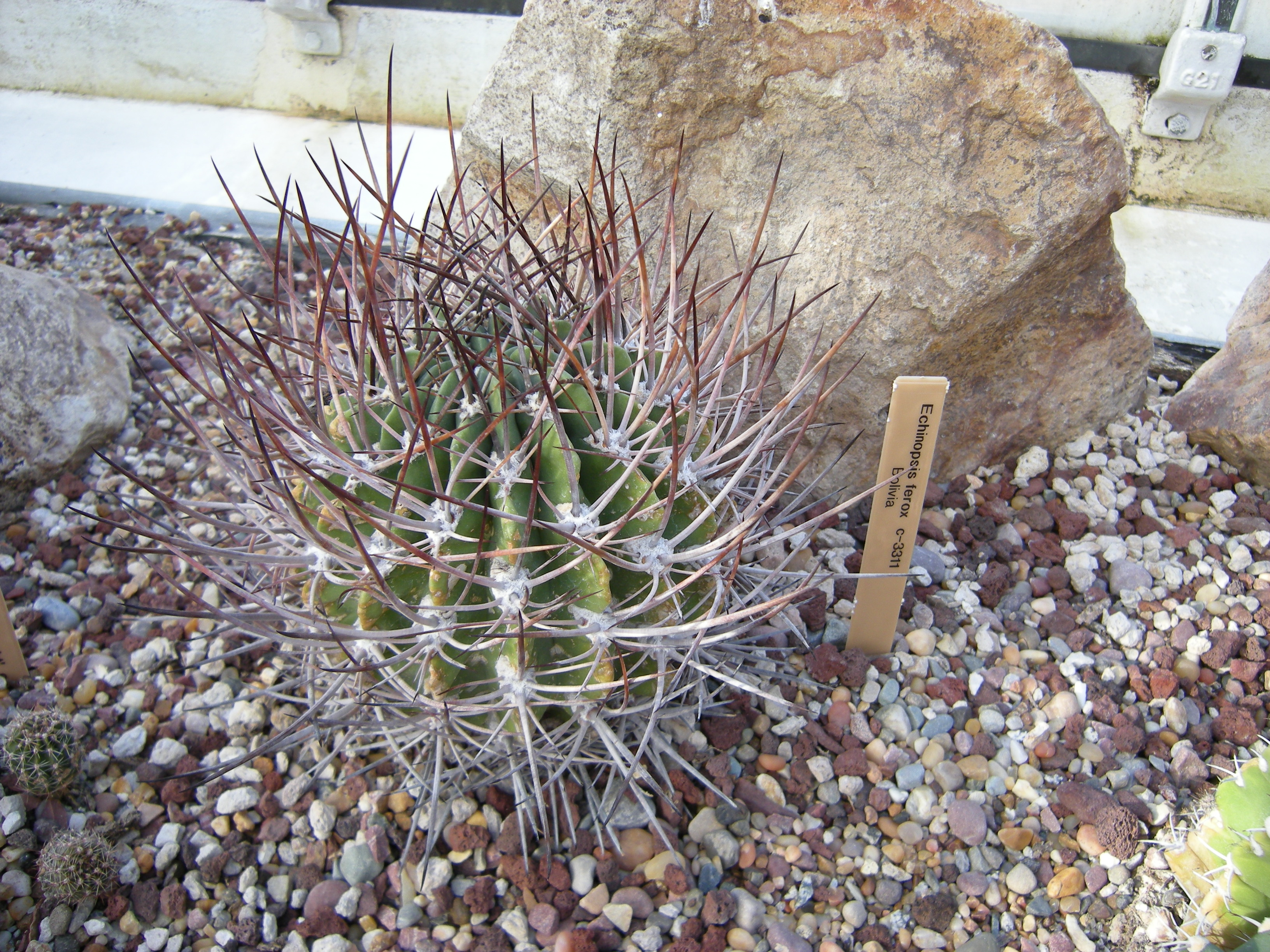
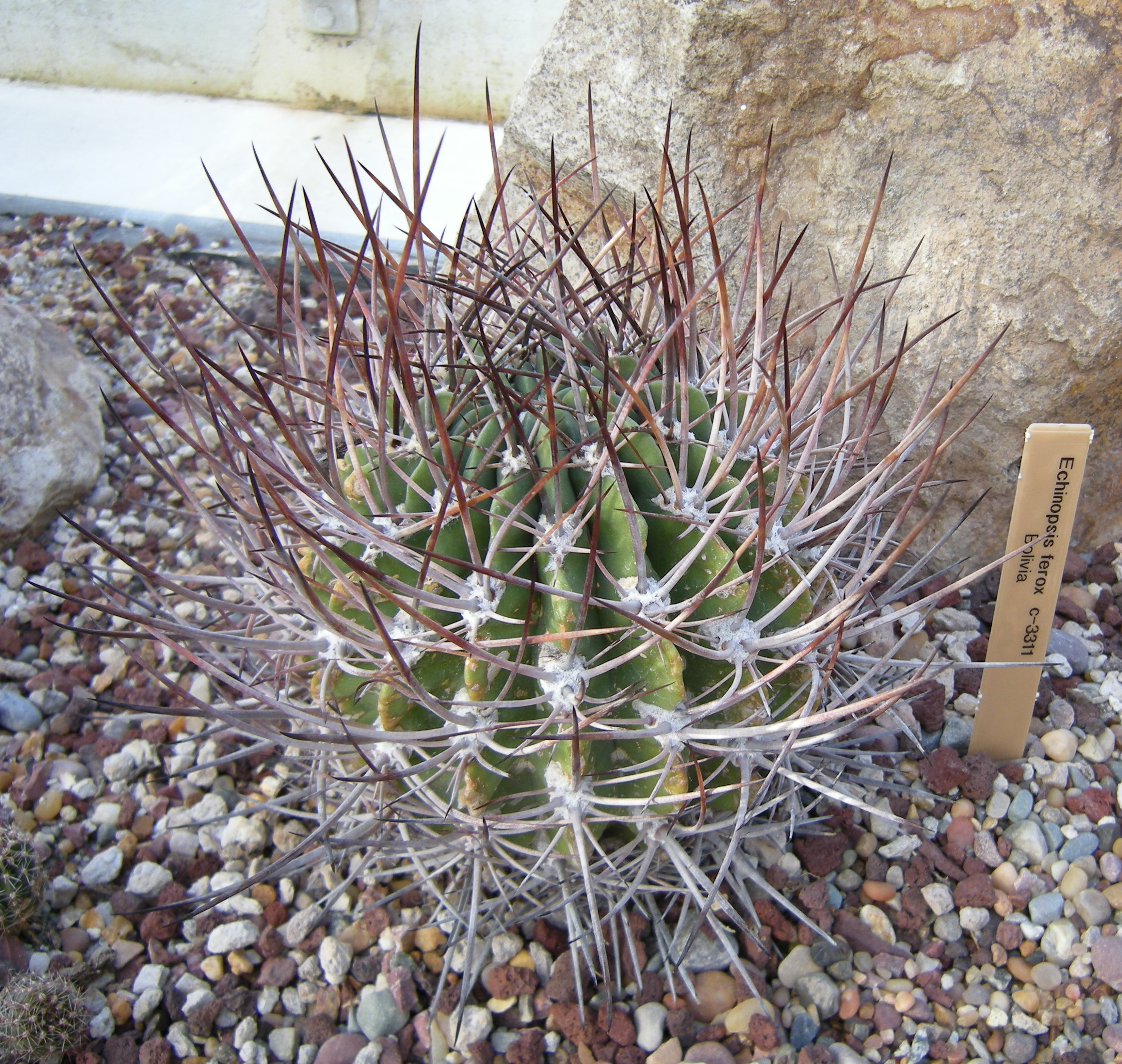
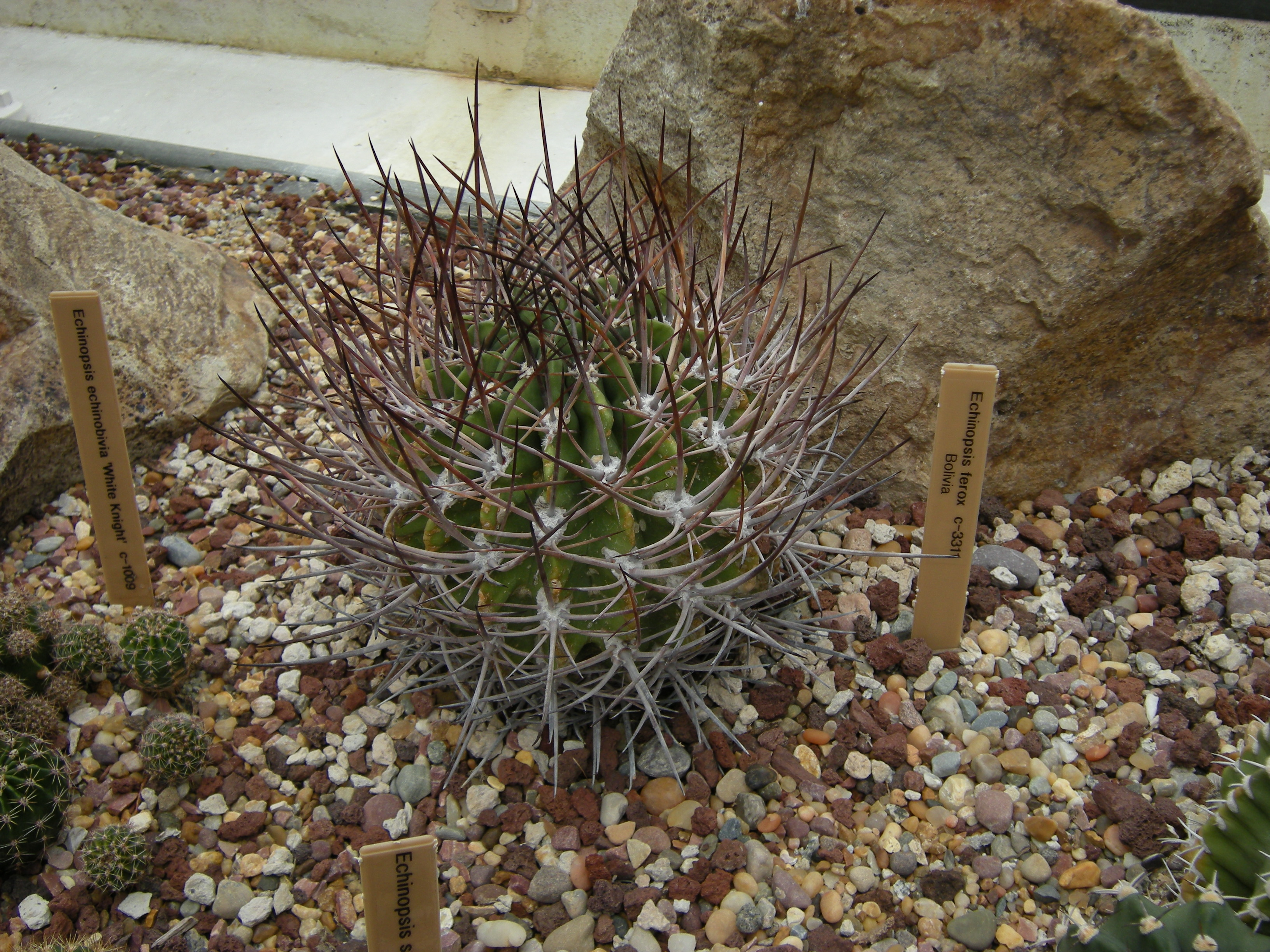
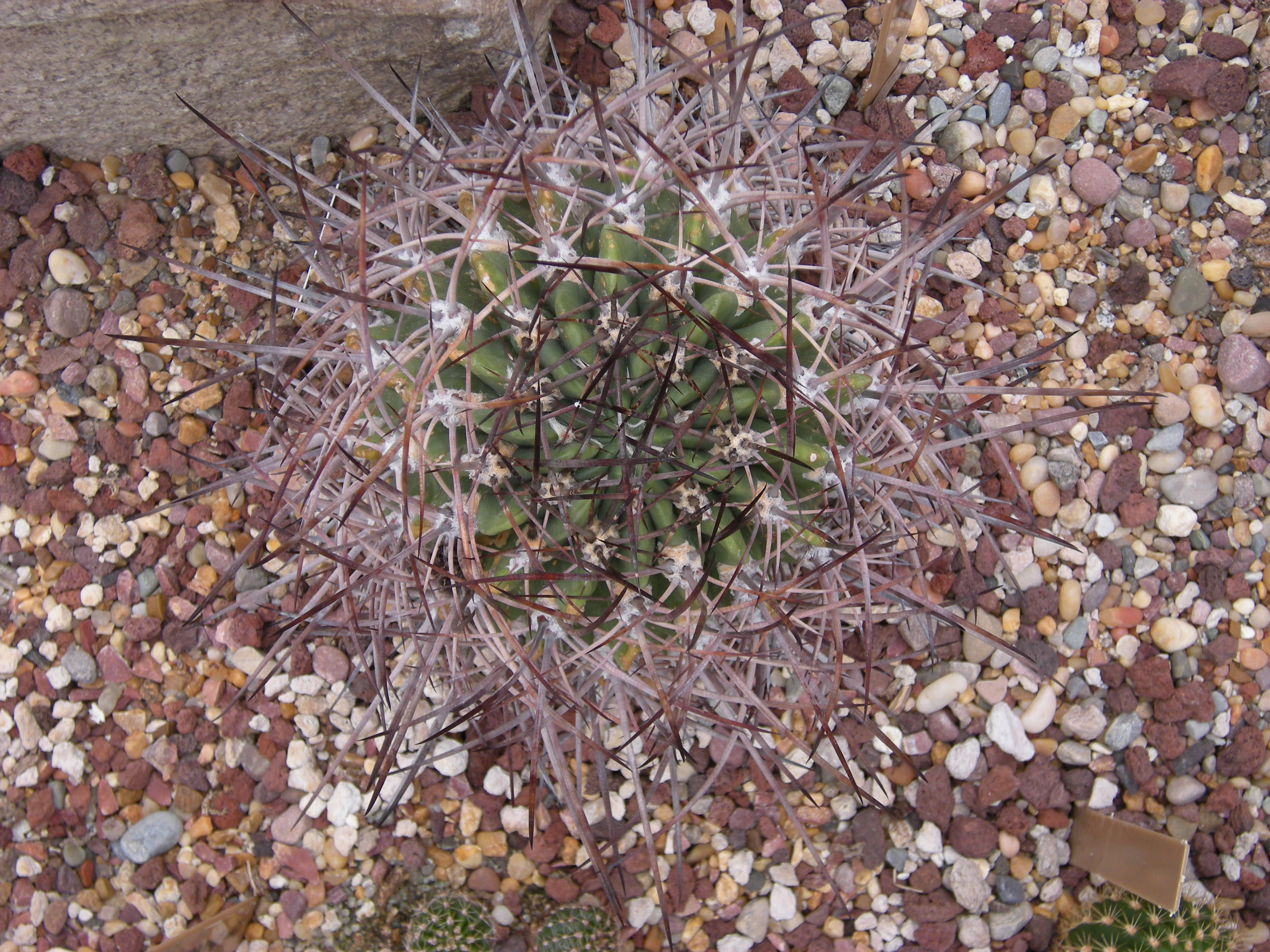